# Ladislaus Singer
Ladislaus Singer (geboren 15. Juli 1898 in Szeged, Österreich-Ungarn; gestorben in Österreich nach 1979) war ein österreichischer Verleger, Autor und Journalist.

## Leben
Ladislaus Singer besuchte in Budapest die Handelshochschule und die Musikhochschule und war im Bankfach tätig, zugleich Literatur- und Musikkritiker. Von 1931 bis 1935 war er Verleger in Berlin und Wien. 1935 emigrierte er nach Teheran und später in Länder des Nahen und Mittleren Ostens, 1949 kehrte er nach Europa zurück.
Seit 1959 war er nur noch publizistisch tätig, u. a. als Mitarbeiter bei den Salzburger Nachrichten und beim Deutschlandfunk.

## Publikationen
- Alle litten an Größenwahn. Von Woodrow Wilson bis Mao Tse-tung, Seewald Verlag, Stuttgart 1966
- Raubt das Geraubte. Tagebuch der Weltrevolution, 1917, 1967
- Sowjetimperialismus, Seewald Verlag, Stuttgart 1970